# Татарское Алкино
Татарское Алкино — посёлок в Новошешминском районе Татарстана. Входит в состав Чебоксарского сельского поселения.

## География
Находится в центральной части Татарстана на расстоянии приблизительно 20 км по прямой на запад от районного центра села Новошешминск у речки Чебоксарка.

## История
Основан во второй половине XVIII веке. В 1911 здесь была построена мечеть.
В «Списке населенных мест по сведениям 1859 года», изданном в 1866 году, населённый пункт упомянут как казённая деревня Алькино 1-го стана Чистопольского уезда Казанской губернии. Располагалась при речке Чебоксарке, на торговом тракте из Чистополя в Бугульму, в 40 верстах от уездного города Чистополя и в 27 верстах от становой квартиры в казённом пригороде Новошешминске. В деревне, в 12 дворах жили 76 человек (37 мужчин и 39 женщин).

## Население
Постоянных жителей было: в 1859 — 53, в 1897 — 165, в 1908 — 168, в 1920 — 233, в 1926 — 250, в 1938 — 216, в 1949 — 133, в 1958 — 82, в 1970 — 49, в 1979 — 41, в 1989 — 19, в 2002 — 14 (русские 29 %, татары 50 %), 10 — в 2010.